# Ottbergen (Höxter)
Ottbergen ist ein Ortsteil der Stadt Höxter in Nordrhein-Westfalen. Das Dorf mit 1.507 Einwohnern ohne Nebenwohnsitze (Stand 31. Dezember 2020) ist ein Eisenbahnknotenpunkt.

## Räumliche Lage

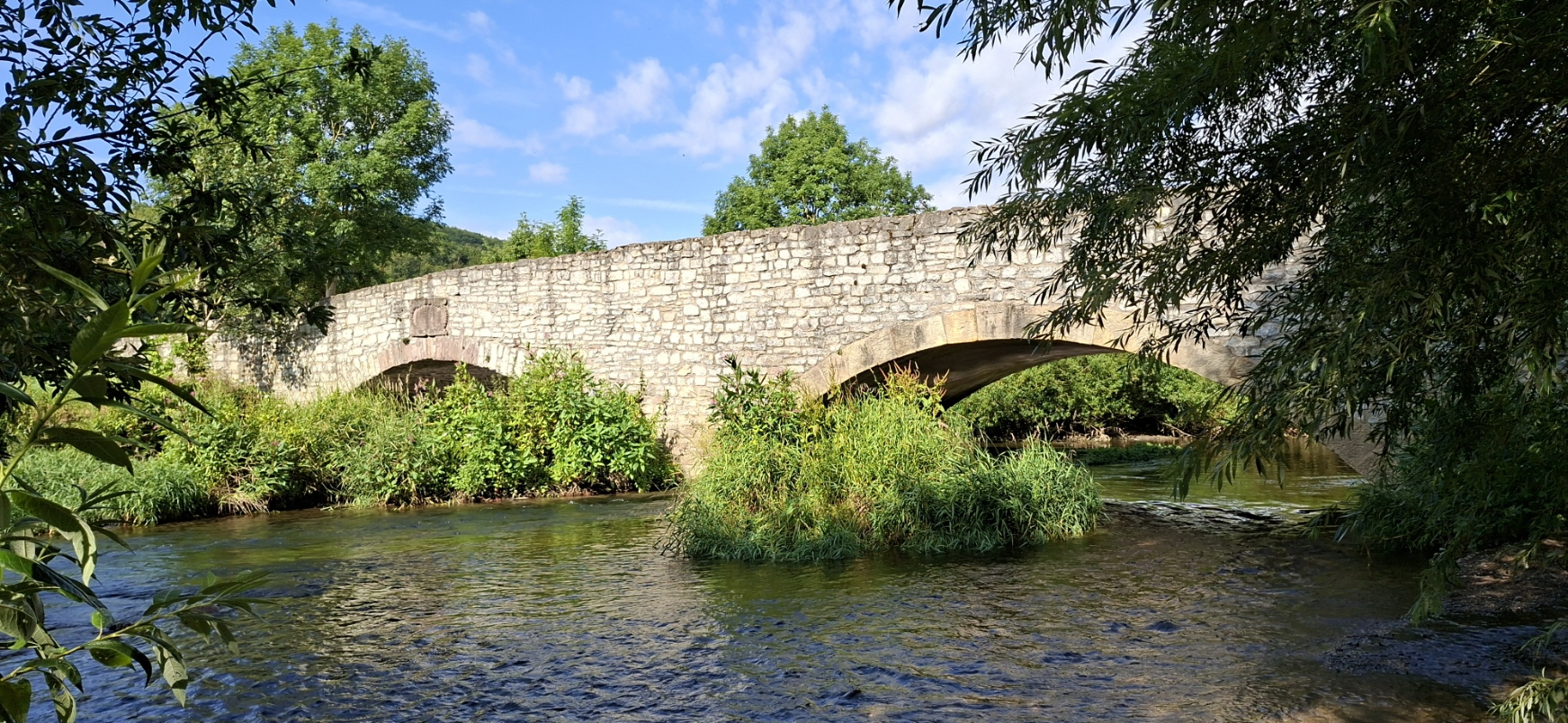
Nethebrücke Ottbergen

Ottbergen liegt im südlichen Weserbergland. Durch das Tal fließt die Nethe, die in etwa fünf Kilometern Entfernung nahe der Ortschaft Boffzen-Fürstenberg (Weser) in die Weser mündet. Die 1710 erbaute Nethebrücke auf der Straße nach Amelunxen zeugt von der damaligen Bedeutung dieser Verbindung.
Ottbergen liegt am Schnittpunkt mehrerer Radfernwege.
Nachbarorte sind im Süden und direkt verbunden Bruchhausen, im Osten Amelunxen (Stadt Beverungen) und Godelheim sowie westlich Hembsen und Bosseborn im Norden.

## Geschichte

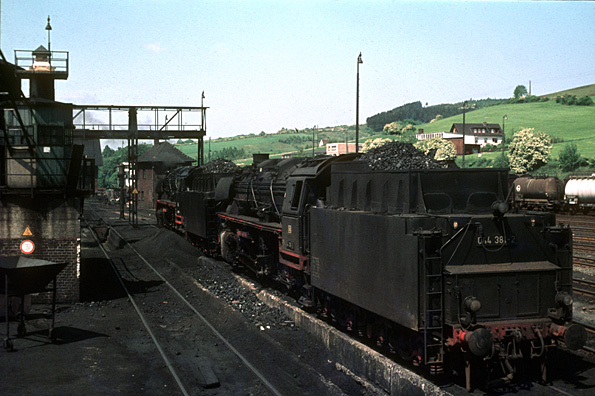
Lokbehandlungsanlagen im Bahnbetriebswerk Ottbergen (1976)

Der Wiemers-Meyer Hof weist Spuren aus dem 9. oder 10. Jahrhundert auf. Ottbergen gehörte bis 1803 zum Stift Corvey und anschließend bis 1807 zum Fürstentum Corvey. Von 1807 bis 1813 bildete Ottbergen eine Gemeinde im Kanton Höxter des Departements der Fulda im Königreich Westphalen und fiel dann an Preußen. 1816 kam die Gemeinde zum neuen Kreis Höxter, in dem sie zum Amt Höxter-Albaxen gehörte, aus dem im 20. Jahrhundert das Amt Höxter-Land wurde.

### Schienenverkehr
Die am 1. Oktober 1864 von der Königlich-Westfälischen Eisenbahn-Gesellschaft eröffnete Bahnlinie Altenbeken – Höxter (10. Oktober 1865 durchgängig bis Kreiensen) führte zunächst ohne planmäßigen Zughalt im Nethedorf 13 Jahre an Ottbergen vorbei. Zeitgleich mit  Inbetriebnahme der Sollingbahn am 15. Januar 1878 wurde der erste Ottberger Bahnhof samt Lokstation eröffnet. Bereits Ende 1879 war der vierständige Ringlokschuppen zu klein und auf acht Stände erweitert worden. Dies ist ein Indiz für den regelrechten Aufschwung, der 1878 mit Eröffnung der Sollingbahn Ottbergen–Bodenfelde–Northeim und weiter über die Südharzstrecke nach Nordhausen begann. Die Zunahme des Eisenbahnverkehrs zwischen den Ballungsräumen an der Ruhr im Westen und Nordhausen/Halle/Leipzig im Osten in den 1930er Jahren erforderte eine stetige Erweiterung des Bahnbetriebswerks. Die Lokomotiven der Baureihe 44 – entwickelt und hergestellt von Henschel in Kassel für den schweren Güterzugdienst auf Mittelgebirgsstrecken – waren ab 1937 im Bahnbetriebswerk Ottbergen beheimatet. Am 29. Mai 1976 endete mit der Schließung des BW Ottbergen der Dampflokbetrieb.

### 20. Jahrhundert
Im Zweiten Weltkrieg griffen Teile der 3. US-Panzerdivision den Ort an. Aufgrund starken Widerstandes u. a. durch einen Panzerkampfwagen VI Tiger am Bahnübergang wurde der Ort mit Artilleriefeuer belegt. Der Bürger Josef Knipping ging den US-Truppen in Richtung Hembsen entgegen und die US-Truppen konnten mit seiner Rückkehr den Ort am 6. April 1945 kampflos einnehmen.
Nach der Teilung Deutschlands verlagerten sich die Verkehrsströme mehr in Nord-Süd-Richtung, so dass die Bahnlinien im Laufe der Jahrzehnte an Bedeutung verloren. Die einst zweigleisige Hauptstrecke, heute als Egge-Bahn bezeichnet, wurde teilweise auf eingleisigen Betrieb zurückgebaut.
Am 1. Januar 1970 wurde Ottbergen durch das Höxter-Gesetz in die Kreisstadt Höxter eingegliedert.

### Einwohnerentwicklung

Einwohnerentwicklung von Ottbergen von 1910 bis 2017

| Jahr       | Einwohner | Quellen |
| ---------- | --------- | ------- |
| 1821       | 477       | [ 4 ]   |
| 1843       | 556       | [ 5 ]   |
| 1864       | 583       | [ 6 ]   |
| 1871       | 434       | [ 7 ]   |
| 1885       | 696       | [ 8 ]   |
| 1895       | 813       | [ 9 ]   |
| 01.12.1910 | 1045      | [ 10 ]  |
| 1925       | 1272      | [ 11 ]  |
| 1933       | 1460      | [ 11 ]  |
| 1939       | 1385      | [ 11 ]  |
| 1946       | 1522      | [ 12 ]  |
| 06.06.1961 | 2145      | [ 13 ]  |
| 31.12.1969 | 2112      | [ 14 ]  |
| 23.06.1998 | 1796      | [ 15 ]  |
| 31.12.2003 | 1700      | [ 15 ]  |
| 31.12.2005 | 1676      | [ 15 ]  |
| 31.12.2006 | 1645      | [ 15 ]  |
| 31.12.2007 | 1646      | [ 15 ]  |
| 31.12.2009 | 1576      | [ 15 ]  |
| 31.12.2010 | 1600      | [ 15 ]  |
| 31.12.2011 | 1579      | [ 15 ]  |
| 31.12.2012 | 1555      | [ 15 ]  |
| 31.12.2015 | 1540      |         |
| 31.12.2016 | 1541      | [ 16 ]  |
| 31.12.2017 | 1547      | [ 17 ]  |
| 31.12.2020 | 1507      | [ 1 ]   |

## Politik

### Wahlergebnisse
| Parteien         | Stimmanteil |
| ---------------- | ----------- |
| CDU              | 34,5 %      |
| SPD              | 33,2 %      |
| GRÜNE            | 9,1 %       |
| FDP              | 8,8 %       |
| PIRATEN          | 5,4 %       |
| DIE LINKE        | 3,9 %       |
| PRO NRW          | 1,5 %       |
| FAMILIE          | 1,1 %       |
| NPD              | 0,8 %       |
| DIE PARTEI       | 0,8 %       |
| ÖDP              | 0,3 %       |
| TIERSCHUTZPARTEI | 0,2 %       |
| FBI              | 0,2 %       |
| FREIE WÄHLER     | 0,2 %       |

| Parteien  | Stimmanteil |
| --------- | ----------- |
| CDU       | 39,2 %      |
| SPD       | 22,9 %      |
| FDP       | 15,4 %      |
| DIE LINKE | 9,2 %       |
| GRÜNE     | 8,2 %       |
| Sonstige  | 5,1 %       |

| Parteien  | Stimmanteil |
| --------- | ----------- |
| CDU       | 40,03 %     |
| SPD       | 23,92 %     |
| UWG       | 12,48 %     |
| FDP       | 9,01 %      |
| DIE LINKE | 7,28 %      |
| GRÜNE     | 7,28 %      |

| Parteien  | Stimmanteil |
| --------- | ----------- |
| SPD       | 48,09 %     |
| CDU       | 24,68 %     |
| UWG       | 9,36 %      |
| DIE LINKE | 6,81 %      |
| FDP       | 6,38 %      |
| GRÜNE     | 4,68 %      |

## Sehenswürdigkeiten

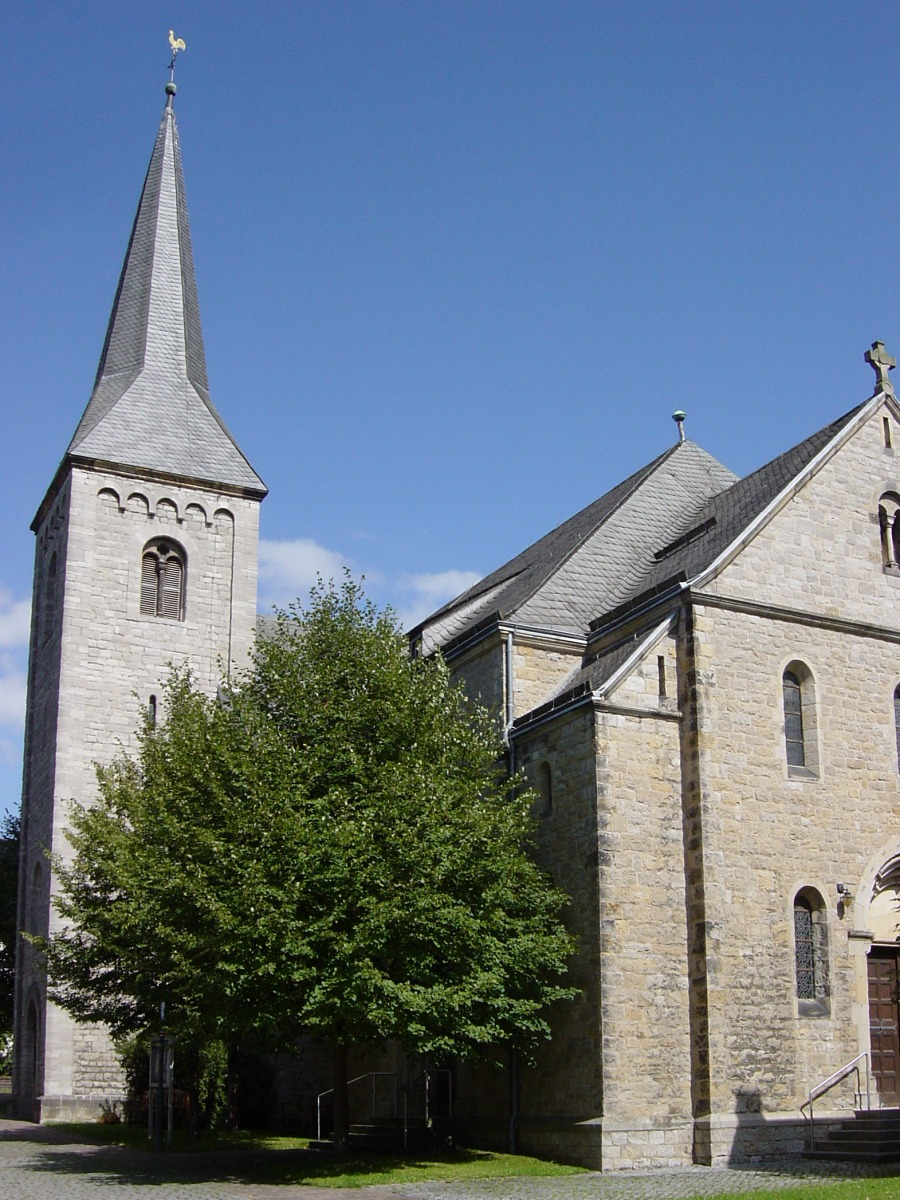
Pfarrkirche Heilig Kreuz

Die erste Kirche in Ottbergen wurde vermutlich frühestens im 14. Jahrhundert errichtet. Die heutige katholische Pfarrkirche Heilig Kreuz entstand im Lauf der Jahre durch mehrere Umbauten. 1693 wurde die Kirche auf Anweisung der Corveyer Äbte Christoph von Bellinghausen und des Fürstabtes Florenz von dem Felde eine erste Restaurierung vorgenommen. 1853 schlug ein Blitz in den Kirchturm ein, so dass von 1856 bis 1858 ein neuer Turm erbaut wurde.

## Verkehr
Die Bundesstraße 64 führt durch den Ort.

### Schienenverkehr

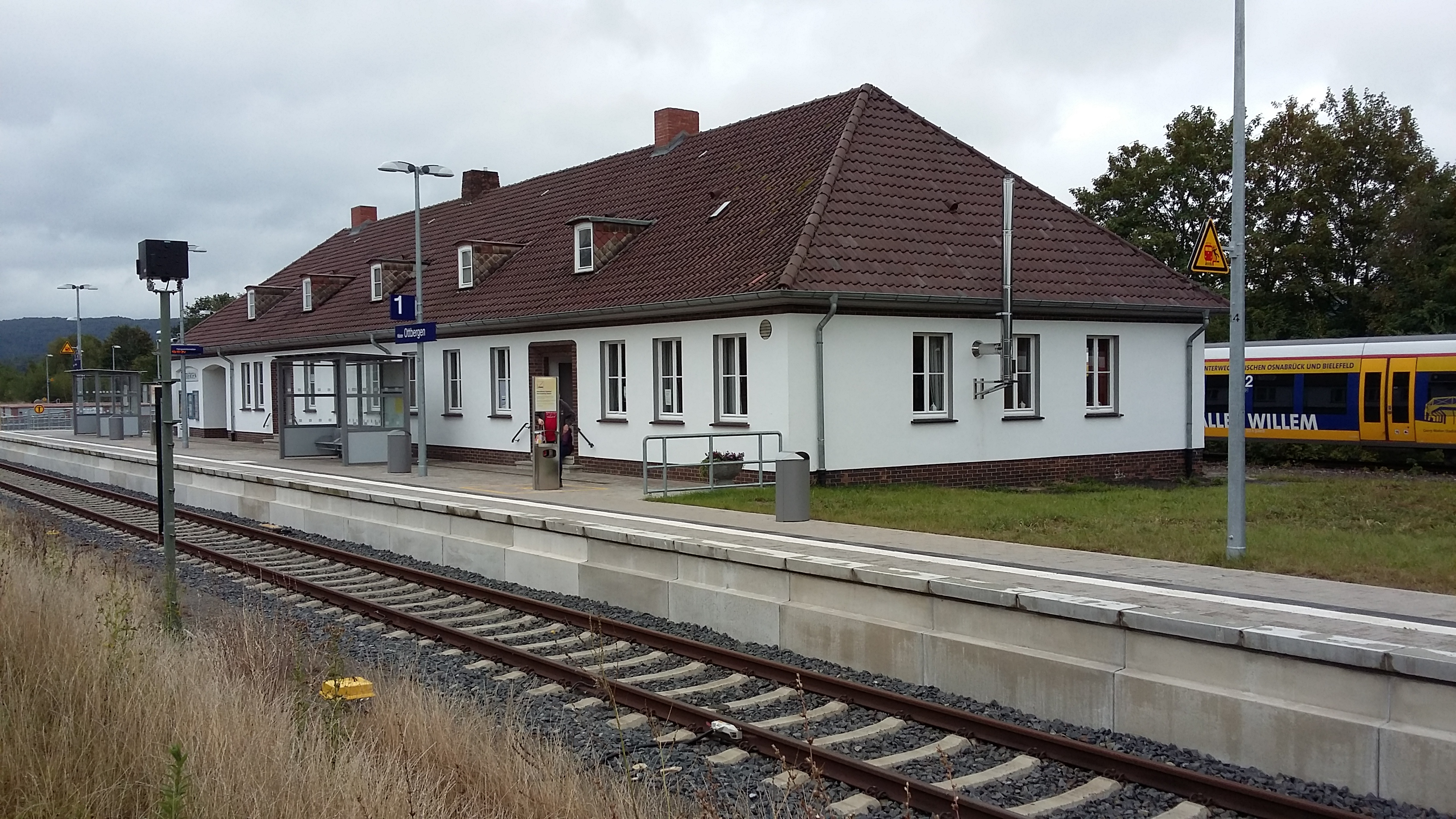
Bahnhofsgebäude Ottbergen mit Dorfentwicklungsmuseum

Der Bahnhof Höxter-Ottbergen liegt an der Strecke Altenbeken–Kreiensen, von der hier die Sollingbahn abzweigt.
Er wird im Personennahverkehr von
- der RB 84 „Egge-Bahn“ Paderborn–Altenbeken–Ottbergen–Holzminden–Kreiensen,
- der RB 85 „Oberweserbahn“ nach Bodenfelde–Göttingen bedient.

Durchgeführt wird der Schienenpersonennahverkehr von der NordWestBahn, die auf der „Egge-Bahn“ und „Oberweserbahn“ Bombardier-Talent-Triebwagen der Baureihe 643 einsetzt, die im aktuellen Fahrplan von Paderborn gemeinsam geführt und erst im Ottbergener Bahnhof geflügelt werden, um nach Bodenfelde oder Göttingen sowie nach Holzminden oder Kreiensen weiter zu fahren. In der Gegenrichtung werden die Züge in Ottbergen gekoppelt und fahren dann gemeinsam nach Paderborn.

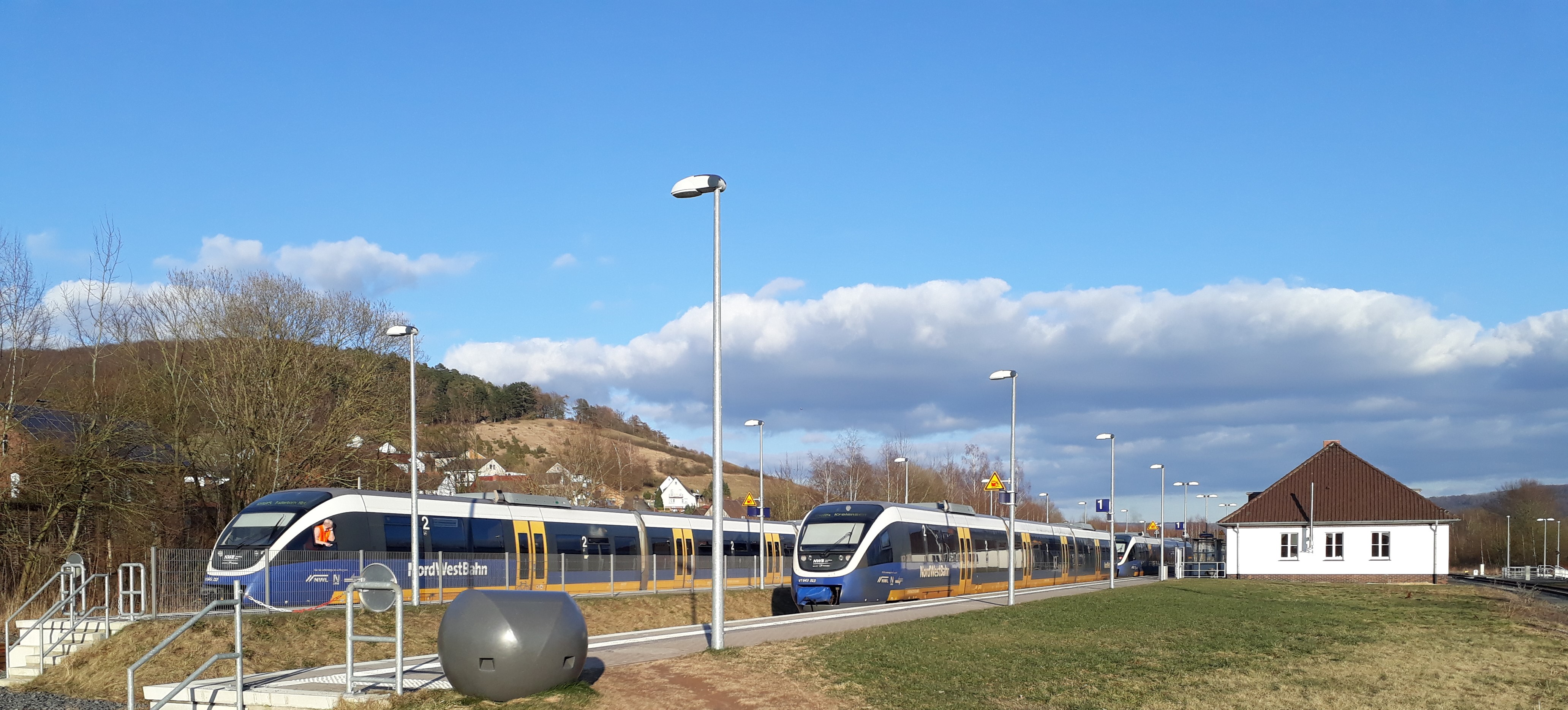

Für den gesamten öffentlichen Personennahverkehr galt der „Hochstift-Tarif“ des Nahverkehrsverbunds Paderborn-Höxter, seit August 2017 der Westfalentarif und tarifraumüberschreitend der NRW-Tarif. Für den Bahnverkehr in Richtung Niedersachsen gilt das Niedersachsenticket für beide Bahnlinien, während der Niedersachsentarif nur auf der RB 85 angewendet wird.

## Bekannte Personen
- Dieter Zurwehme (1942–2020), Gewaltverbrecher, geboren in Bochum, aufgewachsen in Ottbergen
- Lena Göllner (* 1995), Fußballspielerin

## Ottbergen im Maßstab 1:87

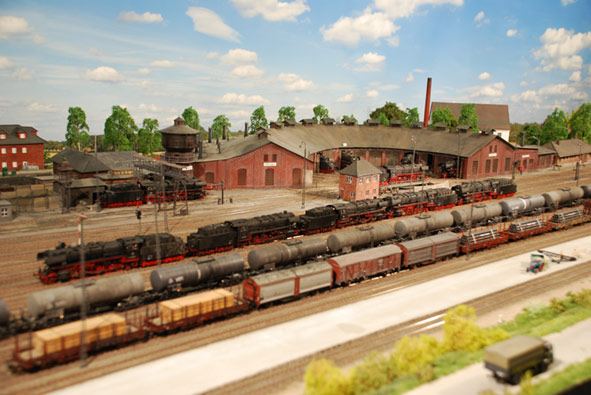
Das Bahnbetriebswerk Ottbergen in der Modellbundesbahn in Brakel

Ottbergen ist der wohl einzige komplett im Maßstab 1:87 gezeigte Ort Deutschlands. Der Ort, der bis in die 1970er Jahre ein bedeutender Eisenbahnknoten war, wird im nahen Brakel in der Modellbundesbahn im Miniaturformat dargestellt.